# 吸血烏賊
吸血烏賊（學名：Vampyroteuthis infernalis，意指來自地獄的吸血鬼），又名吸血章魚、吸血魷魚、幽靈蛸、蝙蝠蛸，是一種居住在深海的頭足類，是八腕總目也就是章魚的一種，和墨魚、魷魚是遠親，牠和章魚科一樣都是有8隻觸手，其名字中雖有“烏賊”一詞，但其實和烏賊（即十腕總目）無關。其祖先在侏羅紀時期為了躲避蛇頸龍目的獵食而移居深海，並且長出圓球包覆型結構，以對抗頭部狹小的蛇頸龍；在白堊紀大滅絕後，所有大型水生爬蟲類都滅絕，這讓吸血烏賊一直存活到了現代。

## 形態特徵
吸血烏賊身長30厘米、顏色為深紅或紫紅色、有8隻觸手和兩隻像耳朵的鰭狀物。明顯的八隻觸手上長著一排尖刺，使牠們在英文中得名「吸血鬼魷魚（Vampire squid）」，還有一對觸手變成了細狀體，長度可以拉長到身體長度的2倍，這對細觸手可和其他短觸手合作捕食。在遇到危險時，吸血烏賊不像大部分頭足類般會噴墨，而是把有刺的觸手往外翻蓋，形成一個保護網。吸血烏賊是一種發光生物，身體上覆蓋著發光器，使牠們能隨時讓自己發光，發光器停止時，就能讓自己躲藏在黑暗環境中完全不可見。

## 生物演化
吸血烏賊可說是活化石，億年前因躲避掠食者獵食，從淺海移居到深海，億年來其形態不曾改變。科學家們相信古代的吸血烏賊生活在淺海，當時的掠食者之一蛇頸龍類體型大又行動迅捷，沒有硬殼保護的烏賊很容易成為蛇頸龍的食物，蛇頸龍的出現使得吸血烏賊不得不向深海遷徙。吸血烏賊適應深海環境幾千萬年外表未有任何改變，牠們的生理構造在缺氧情況下發生巨大變化，一種特殊色素讓血液可貯藏比其他烏賊多五倍氧氣，以及牠們的生物光又利於深海生存。當感覺到有危險存在的時候，就會發光迷惑掠食者
。

## 生態作用
研究發現吸血烏賊是海洋的垃圾處理機，吸血烏賊借助細長觸手捕獲飄蕩海洋碎屑，其中包括動物殘骸及糞便，在吞食前會用粘液覆蓋海洋碎屑。當碎屑下落且經過細絲時就會被上面的粘性體毛捕獲，然後吸血烏賊就把食物拉過來刷到自己觸手上，觸手會用粘液連同食物黏到一起，接著藉助捲毛把食物移到嘴中。

## 外部連結
- Vampyroteuthis infernalis（页面存档备份，存于）.
- National Geographic video of a vampire squid（页面存档备份，存于）
- The vampire squid's photophores and photoreceptors（页面存档备份，存于）
- Diagram and images of a Vampyroteuthis hatchling（页面存档备份，存于）
- Photomicrograph of arm tip fluorescence（页面存档备份，存于）